# Olympijská vlajka

Olympijská vlajka

Olympijská vlajka je symbol mezinárodního olympijského hnutí reprezentovaného Mezinárodním olympijským výborem (MOV). Vlajka má podobu bílého obdélníku (poměr stran 2:3), ve kterém je umístěn nejvyšší symbol olympismu – pět navzájem se protínajících kruhů modré, žluté, černé, zelené a červené barvy.
Podobu vlajky navrhl v roce 1914 zakladatel moderního olympijského hnutí, baron Pierre de Coubertin a představil ji olympijskému výboru. Plánované první použití vlajky na Olympijských hrách 1916 zhatila první světová válka, takže poprvé zavlála olympijská vlajka až na Letních olympijských hrách v Antverpách v roce 1920. Její přesnou podobu i hlavní zásady jejího používání definuje Olympijská charta.

## Použití
Olympijská vlajka je vždy vztyčována během slavnostního zahajovacího ceremoniálu každých olympijských her. Na olympijský stadion ji přináší rozprostřenou ve vodorovné poloze delegace vybraných sportovců nebo významných osob, které jsou známé svojí pozitivní prací pro společnost (tento rituál byl zaveden v roce 1960 na Letních hrách v Římě). Vlajka musí nad stadionem vlát po celou dobu her a její snětí během slavnostního zakončovacího ceremoniálu je signálem ukončení her. Druhá vlajka je užívána při olympijském slibu. Na konci her vrací starosta (primátor) organizátorského města vlajku do rukou prezidenta MOV, který ji předává starostovi města, které je příštím hostitelem her. Existují tři vlajky, které se liší od ostatních exemplářů v tom, že jsou po obvodu lemovány šestibarevnými třásněmi a k žerdi jsou upevněny pomocí šestibarevné stuhy.
Antverpská vlajkaMezinárodnímu olympijskému výboru věnována na Letních olympijských hrách 1920 belgickým městem Antverpy. Tato vlajka byla předávána mezi organizátory letních olympiád až do roku 1988.
Oselská vlajkaMezinárodnímu olympijskému výboru věnována na Zimních olympijských hrách 1952 norským městem Oslo. Tato vlajka je předávána mezi organizátory zimních olympiád.
Soulská vlajkaMezinárodnímu olympijskému výboru věnována na Letních olympijských hrách 1988 korejským městem Soul. Tato vlajka je předávána mezi organizátory letních olympiád.

## Význam barev
Baron de Coubertin vysvětlil podobu vlajky a význam zobrazených symbolů takto:
Existuje obecný názor, že kruhy představují jednotlivé kontinenty, ale není tomu tak. Baron de Coubertin vnímal kruhy a barvy jako dva nezávislé symboly a MOV výslovně uvádí, že žádný z kruhů nereprezentuje konkrétní kontinent. Olympijské kruhy jsou součástí olympijské vlajky. „Olympijská vlajka má bílé pozadí s pěti protínajícími se kruhy uprostřed: Modrý kruh, Žlutý kruh, Černý kruh, Zelený kruh, Červený kruh
Tato podoba je symbolická; reprezentuje pět kontinentů spojených olympijskou myšlenkou, přičemž těchto šest barev (i s bílým pozadím) se objevuje na všech národních vlajkách současnosti.“ (1931)
Přestože baron de Coubertin očividně vnímal kruhy a barvy jako dva nezávislé symboly a MOV uvádí, že žádný z kruhů nereprezentuje konkrétní kontinent, stále některé zdroje uvádí seznamy významů barev.